# ألبرت باول وايس
ألبرت باول وايس (بالإنجليزية: Albert Paul Weiss)‏ هو عالم وعالم نفس أمريكي، ولد في 15 سبتمبر 1879، وتوفي في 3 أبريل 1931.